# Eravamo 7 sorelle
Eravamo 7 sorelle è un film del 1937, diretto da Nunzio Malasomma.

## Trama
Sette ballerine squattrinate e senza lavoro decidono di ingannare Leone Varanai, un vecchio e ricco conte, dichiarandosi sue figlie e installandosi nella sua villa. Poco tempo dopo arriva Leonardo, il figlio legittimo, serio professore, che a fatica riesce a scoprire la verità. Ciononostante il conte è ben felice di avere adottato tante ragazze e il giovane inoltre si innamora di Lisa, l'ideatrice dell'inganno, e la sposa.